# Eva Orner
Eva Orner (* 1969) ist eine australische Filmproduzentin. 2008 gewann sie für den Dokumentarfilm Taxi zur Hölle einen Oscar.

## Leben
Orner wuchs in Melbourne auf und studierte an der Monash University, die sie 1993 mit einem Bachelor of Arts abschloss. In Australien machte sie als Produzentin einiger Dokumentarfilme und der Fernsehserie Blue Heelers auf sich aufmerksam. So gewann sie für ihren Film Untold Desires Preise bei den Logie Awards, den Australian Film Institute Awards und den Australian Human Rights Awards, der Film Strange Fits of Passion aus dem Jahr 1999 erreichte eine Nominierung bei den Internationalen Filmfestspielen von Cannes. 2004 zog es sie nach New York. 
Für die Dokumentation Taxi zur Hölle (orig: Taxi to the Dark Side) aus dem Jahr 2007 gewann sie gemeinsam mit Regisseur Alex Gibney einen Oscar in der Kategorie Bester Dokumentarfilm und setzte sich dabei u. a. gegen den Favoriten Sicko von Regisseur Michael Moore durch. Zudem gewann der Film, der über den Mord an einem afghanischen Taxifahrer durch US-Soldaten berichtet, einen News & Documentary Emmy Award.
Ihr zweiter Film Chasing Asylum (2016) handelt von den australischen Internierungslagern Nauru Detention Centre und Manus Detention Centre auf der Insel Manus.